# 星穗薹草
星穗薹草（学名：Carex omiana）是莎草科薹草属的植物。分布于日本以及中国大陆的辽宁省等地，生长于海拔500米的地区，常生于湿地，目前尚未由人工引种栽培。